# Aluvión de Carhuaz de 2010
El aluvión de Carhuaz de 2010 fue un alud que el 11 de abril de 2010 afectó la provincia de peruana de Carhuaz en la región Áncash.
En el 2015, debido a la emergencia del 2010, la Unidad de Glaciología de la Autoridad Nacional del Agua (ANA) instaló el primer Sistema de Alerta Temprana ante un aluvión como una manera de vigilar el comportamiento de la laguna y así evitar una tragedia mayor en el futuro.

## Desarrollo del suceso
El desprendimiento de hielo y roca sucedió en la cima oeste del nevado Hualcán (5500 m s. n. m.) e impactó sobre la laguna glaciar denominada 513 situada al pie del mismo a una altitud de 4428 m s. n. m., ocasionando un oleaje violento en la laguna ubicada en la Cordillera Blanca generando el desborde de la misma y un posterior flujo de detritos que afectó levemente los poblados de Acopampa, Pariacaca, Hualcán y Obraje en la cuenca del río Chucchun.